# 三嘉乡
三嘉乡，是中华人民共和国甘肃省庆阳市正宁县下辖的一个乡镇级行政单位。

## 行政区划
三嘉乡下辖以下地区：
林坡村、东庄村、后坡村、琅琊洼村、松树坪村、关家川村、刘家川村、蔡头湾木材检查站生活区和刘家店林场。